# Phoca Gallery
Phoca Gallery ist ein Open-Source-Projekt einer Webgalerie, die im Content-Management-System (CMS) Joomla läuft. Phoca Gallery ist in PHP programmiert und läuft auf Webservern mit aktivierter PHP-Unterstützung und installiertem Joomla. Das Projekt umfasst die Basiskomponente sowie zahlreiche Module und Plug-ins, die es den Benutzern ermöglichen, Bilder oder beispielsweise YouTube-Videos in vielen unterschiedlichen Ansichten anzuzeigen.
Phoca Gallery ermöglicht sowohl die Anzeige von Bildern auf dem Server, als auch die Anzeige von Bildern aus Picasa- oder Facebook-Anwendungen.
Für die Anzeige von Bildern auf einer Webseite mit Hilfe von Phoca Gallery wird nur die Basiskomponente benötigt. Bilder können mit Hilfe eines Plug-ins auch direkt in Joomla-Artikeln angezeigt werden. Ein anderes Modul zeigt Bilder der Phoca Gallery in den Modulpositionen von Joomla an.
Phoca Gallery ist eine Standard-Joomla!-Anwendung und kann durch Plug-ins und Module erweitert werden. Viele unterschiedliche Module und Plug-ins für Phoca Gallery sind im Joomla Extensions Directory aufgelistet.

## Geschichte
Phoca Gallery 1 wurde am 20. September 2007 veröffentlicht. Es war eine einfache Galerie mit wenigen Funktionen.
Phoca Gallery 2 wurde am 28. September 2008 veröffentlicht. Es wurden viele neue Funktionen hinzugefügt, so dass Phoca Gallery von einer einfachen Galerie zu einer voll ausgestattete Galerie für das Joomla-CMS wurde.
Für Version 3 wurde Phoca Gallery komplett umgeschrieben, um in Joomla 1.6 oder 1.7 zu funktionieren. Phoca Gallery 3.1.1 wurde am 28. Oktober 2011 veröffentlicht.

## Voraussetzungen
Phoca Gallery 3 benötigt:
- MySQL 5.0.4 oder höher
- PHP Version 5.2.4 oder höher
- Joomla Version 1.6 oder 1.7 oder höher

## Weiterführende Literatur
- O’Reilly: Using Joomla: Building Powerful and Efficient Web Sites, by Ron Severdia, Kenneth Crowder. ISBN 978-0-596-80494-7.[5]
- Apress: Beginning Joomla! by Dan Rahmel. ISBN 978-1-4302-1642-1.[6]
- Wiley Publishing: Joomla! Bible. by Ric Shreves. ISBN 978-0-470-50957-9.[7]